# معرض أوكلاند للفنون
معرض أوكلاند للفنون (بالإنجليزية: Auckland Art Gallery)‏ هو المعرض العام الرئيسي في أوكلاند، نيوزيلندا. يوجد به أكبر مجموعة واسعة من الفنون الوطنية والدولية في نيوزيلندا ويستضيف بشكل متكرر معارض دولية متنقلة.
يقع المعرض أسفل قمة تل ألبرت بارك في منطقة وسط مدينة أوكلاند، وقد تم إنشاء المعرض في عام 1888 كأول معرض فني دائم في نيوزيلندا.
كان المبنى يضم في الأصل كل من معرض أوكلاند للفنون ومكتبة أوكلاند العامة، وافتتح بمجموعات تبرع بها الحاكم السير جورج غري وجيمس تانوك ماكيلفي. كان هذا هو ثاني معرض فني عام في نيوزيلندا، بعد معرض دنيدن العام للفنون، الذي افتتح قبل ذلك بثلاث سنوات في عام 1884. افتتحت أكاديمية ويلينجتون النيوزيلندية للفنون الجميلة في عام 1892 ومكتبة ويلينجتون العامة في عام 1893.
في عام 2009 ، أُعلن أن المتحف تلقى تبرعًا من رجل الأعمال الأمريكي جوليان روبرتسون، تقدر قيمته بأكثر من 100 مليون دولار، وهو أكبر تبرع من نوعه في المنطقة.

## التاريخ
طوال سبعينيات القرن التاسع عشر، شعر الكثير من الناس في أوكلاند أن المدينة بحاجة إلى مجموعة فنية تابعة للبلدية، لكن مجلس مدينة أوكلاند الذي تم إنشاؤه حديثًا لم يكن راغبًا في تخصيص أموال لمثل هذا المشروع. بعد ضغوط من قبل شخصيات بارزة مثل السير موريس أورورك وآخرين، أصبح بناء معرض ومكتبة فنية مدمجين ضروريًا من خلال الوعد بتركات كبيرة من اثنين من المستفيدين الرئيسيين، الحاكم السير. جورج غري وجيمس تانوك ماكلفي. وعد غري بكتب لمكتبة بلدية في وقت مبكر من عام 1872 وتبرع في النهاية بأعداد كبيرة من المخطوطات والكتب النادرة واللوحات من مجموعته إلى معرض ومكتبة أوكلاند.
كان ماكيلفي رجل أعمال احتفظ باهتمام بشؤون أوكلاند بعد عودته إلى بريطانيا. في أوائل ثمانينيات القرن التاسع عشر، أعلن عن هدية مكونة من 105 لوحة مائية مؤطرة ولوحات زيتية ومجموعة من الرسومات. وصلت هديته في النهاية إلى 140 عنصرًا، بما في ذلك اللوحات والفنون الزخرفية والسيراميك والأثاث من مقر إقامته في لندن، والتي يتم مشاركتها بين معرض الفنون في مدينة أوكلاند والمكتبة العامة ومتحف أوكلاند. نصت وصية ماكيلفي على معرض منفصل لعرض وصيته؛ لم يكن هذا شائعًا لدى سلطات المدينة، ولكن تم تخصيص غرفة خاصة للمجموعة في عام 1893 وفي النهاية تم بناء معرض ماكيلفي الأكثر إضاءة في عام 1916. يواصل صندوق ماكيلفي شراء الأعمال الفنية لإضافتها إلى المجموعة، والتي تتضمن الآن قطع برونزية من القرن العشرين لألكسندر آرتشيبنكو وبورديل وجيكوب إبستين وهنري مور وإليزابيث فرينك.

## البنايات
تم تصميم مبنى المعرض الرئيسي في الأصل من قبل المهندسين المعماريين في ملبورن غرينجر وديبرو ليس فقط المعرض الفني ولكن أيضًا مكاتب مجلس المدينة ومسرح المحاضرات والمكتبة العامة. تم تشييده من الطوب والجص بأسلوب عصر النهضة الفرنسي المبكر، واكتمل بناؤه عام 1887، مع امتداد تم بناؤه عام 1916. يبلغ ارتفاعه ثلاثة طوابق، مع علية في الأسطح شديدة الانحدار وبرج ساعة من ستة طوابق. تم تسجيل المبنى كعنصر تراثي من الفئة الأولى بواسطة مؤسسة تراث نيوزيلندا في 24 نوفمبر 1983، مدرج برقم التسجيل 92.

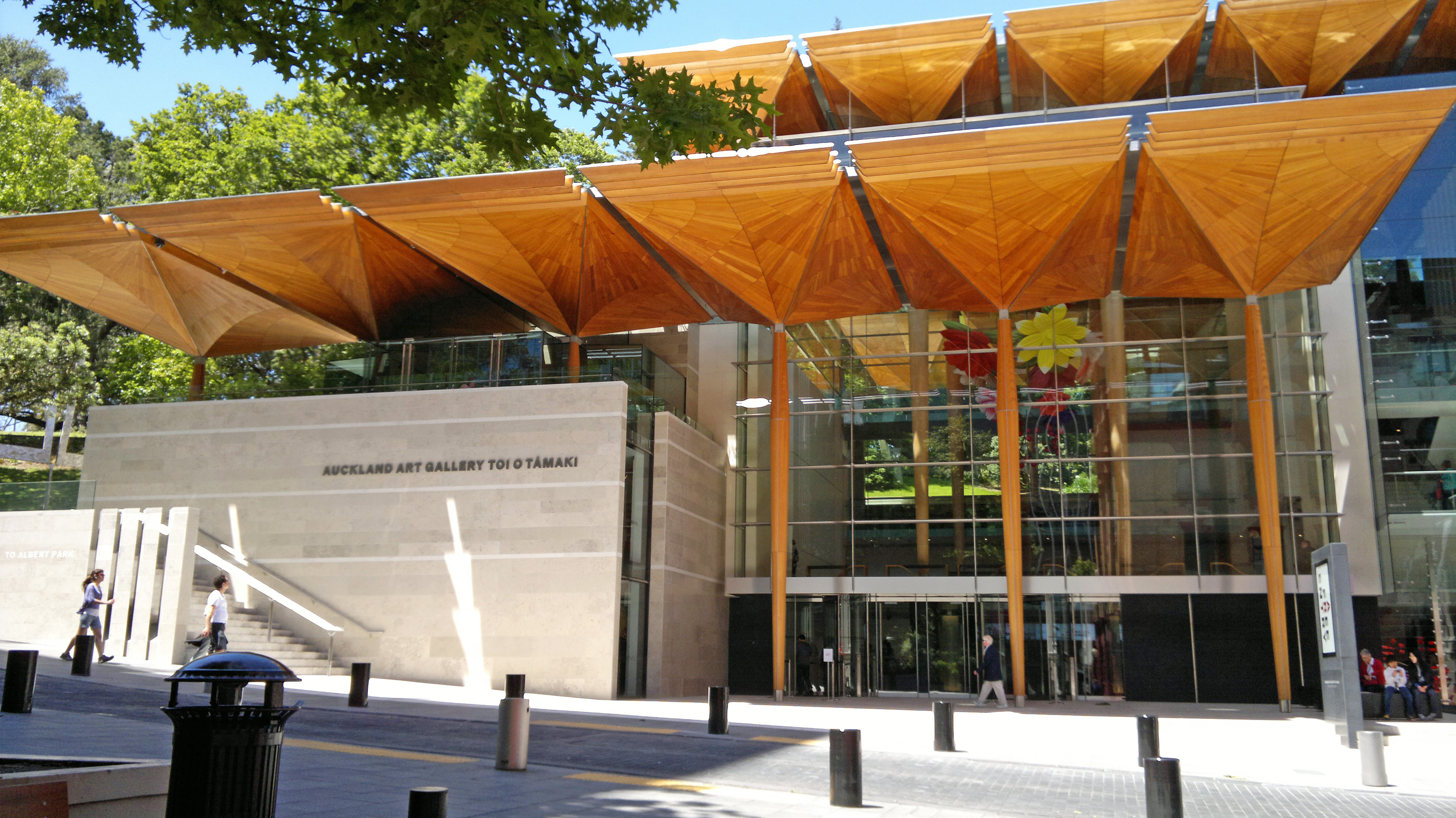
بعد إكتمال التوسيع في عام 2011

ثبت في النهاية أن المبنى الجديد أصغر من أن يستوعب جميع إدارات المجلس، ووجد أن المساحة الفائضة في مركز الجمارك في شارع الجمارك ضرورية. بعد الانتهاء من أوكلاند تاون هول في عام 1911، غادرت جميع أقسام المجلس مبنى المعرض، مما سمح بتوسيع مرافق المعرض، بما في ذلك مساحة ورشة عمل إضافية لدروس الفنون. احتفظ العديد من الفنانين بمساحة الاستوديو في المجمع خلال الفترة التي أعقبت الحرب مباشرة؛[بحاجة لمصدر] استخدم الحائك إيلس فون راندو غرف برج الساعة وأنشأ في الموقع ستائر معرض الفنون الإحتفالية، والتي تم تنفيذها كجزء من تحديث الخمسينيات. في عام 1969، تم نقل فصول واستوديوهات الفنون إلى بونسونبي، حيث إعادة إفتتاح مركز الشرطة الذي تم إيقاف تشغيله من قبل جون كامبل في 1 شارع بونسونبي باسم «ارتستيشن»، والذي يواصل برامج التوعية في المعرض.
من عام 1969 إلى عام 1971 خضع المبنى لعملية إعادة البناء وأضيف جناح جديد وحديقة منحوتة. كان هذا نتيجة لوصية فيليب إدميستون، التي أُعلن عنها في عام 1946 ونصّت على بناء معرض جديد. في عام 1971 تم نقل المكتبة العامة إلى مبنى مكتبة أوكلاند العامة الجديد بواسطة إوين وينسكوت في شارع لورن القريب.[بحاجة لمصدر]
في أواخر العقد الأول من القرن الحادي والعشرين، تمت مناقشة توسع رئيسي، مما أثار انتقادات كبيرة من بعض الجهات بسبب تكلفته وتصميمه. تم إغلاق المعرض للتجديدات والتوسع الشامل في أواخر عام 2007، وأعيد افتتاحه في 3 سبتمبر 2011. أثناء الإغلاق، أقيمت معارض مؤقتة في المعرض الجديد في زاوية شارعي ويليسلي ولورن. في عام 2008، قرر المجلس المضي قدمًا في التوسع، الذي انتهى في عام 2011 بمبلغ إجمالي قدره 113 مليون دولار نيوزيلندي، حيث ساهم مجلس مدينة أوكلاند بما يقل قليلاً عن 50 مليون دولار نيوزيلندي.
أدى تصميم التوسعة من قبل شركة الهندسة المعمارية الأسترالية أف جي إم تي بالشراكة مع أرشيميديا ومقرها أوكلاند إلى زيادة مساحة المعرض بنسبة 50٪، لما يصل إلى 900 عمل فني، وتوفير التعليم المخصص، ومساحات للأطفال والأسرة. كجزء من التوسعة، تم تجديد الأجزاء الحالية من الهيكل وإعادتها إلى حالتها عام 1916. تلقت إعادة التطوير 17 جائزة معمارية و 6 جوائز متعلقة بالتصميم، بما في ذلك جائزة المبنى العالمي للعام 2013 في مهرجان العمارة العالمي.

## المدراء
على الرغم من أن المعرض تأسس في عام 1888، إلا أنه لم يوظف مديرًا محترفًا حتى تم تعيين الإنجليزي إريك ويستبروك في عام 1952.
- 2019 إلى الوقت الحاضر: كيرستن لاسي
- 2018-2013: رانا ديفينبورت
- 2013-1996: كريس ساينز
- 1995-1988: كريستوفر جونستون
- 1988-1981: رودني ويلسون
- 1981-1979: جرانت كيربي (مدير بالإنابة)
- 1979-1974: البروفيسور إرنست سميث
- 1974-1972: ريتشارد تيلر هيرش
- 1972-1965: جيل لرسو السفن
- 1965-1956: البروفيسور بيتر توموري
- 1955-1952: الدكتور إريك ويستبروك